# Hoffmannia lawrancei
Hoffmannia lawrancei är en måreväxtart som beskrevs av Paul Carpenter Standley. Hoffmannia lawrancei ingår i släktet Hoffmannia och familjen måreväxter.
Artens utbredningsområde är Colombia. Inga underarter finns listade i Catalogue of Life.